# Lasiocampa trifolii
Lasiocampa trifolii é uma espécie de insetos lepidópteros, mais especificamente de traças ou borboleta nocturna com uma envergadura de asa entre os 40 e os 55 milímetros, pertencente à família Lasiocampidae.
A autoridade científica da espécie é Denis & Schiffermüller, tendo sido descrita no ano de 1775.
Trata-se de uma espécie presente no território português.
As lagartas desta espécie alimentam-se de várias plantas herbáceas.
À semelhança com muitas borboletas da mesma espécie, as fêmeas são maiores do que os machos. Mas, tirando isso, ambos são muito semelhantes na sua aparência.

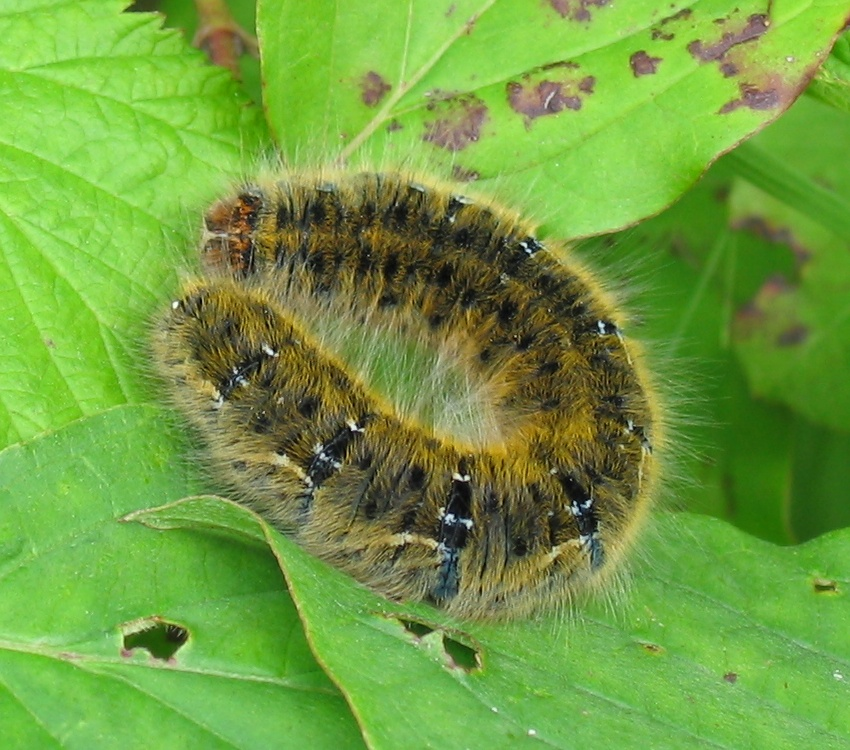
A lagarta
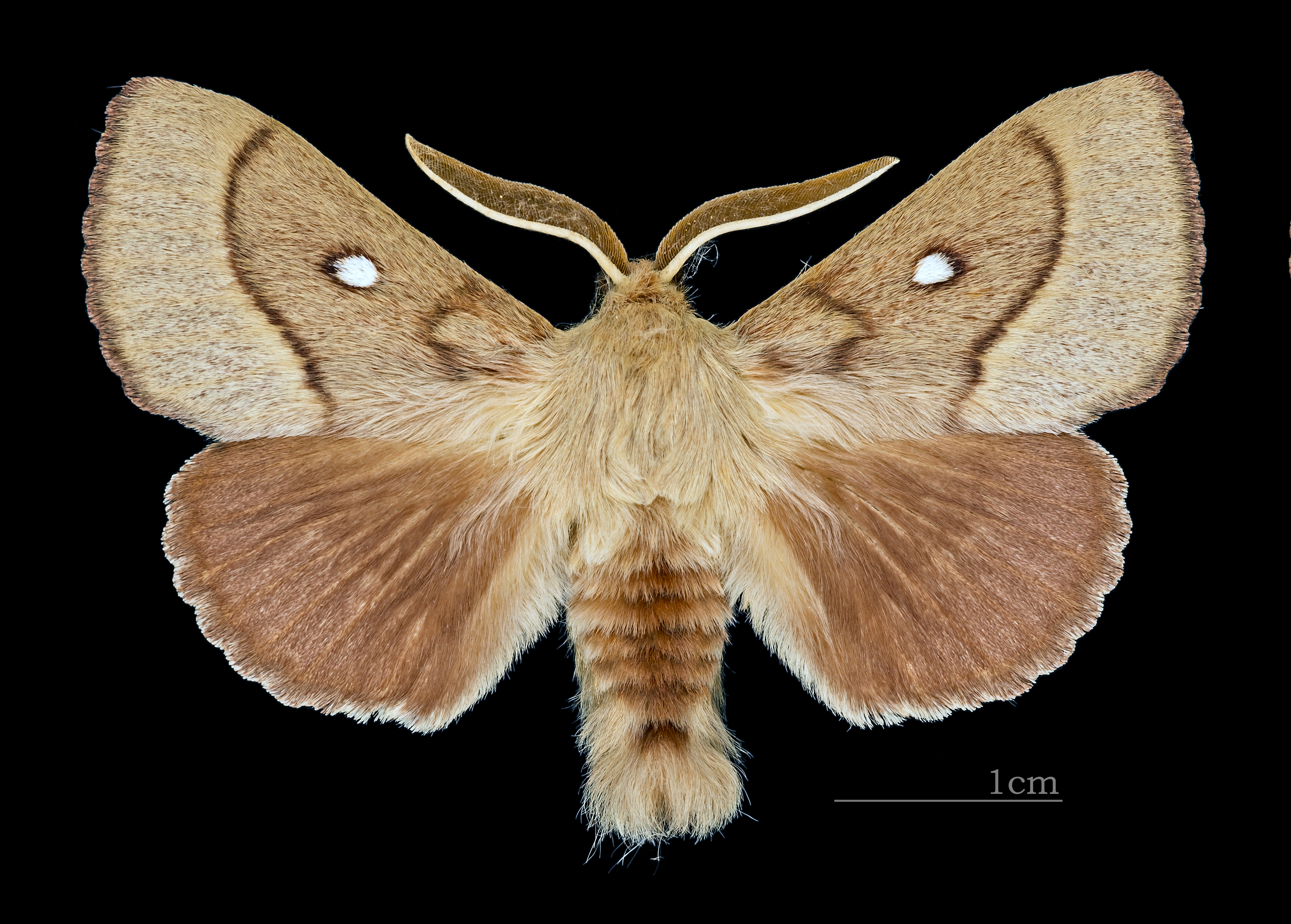
Lasiocampa trifolii ♂
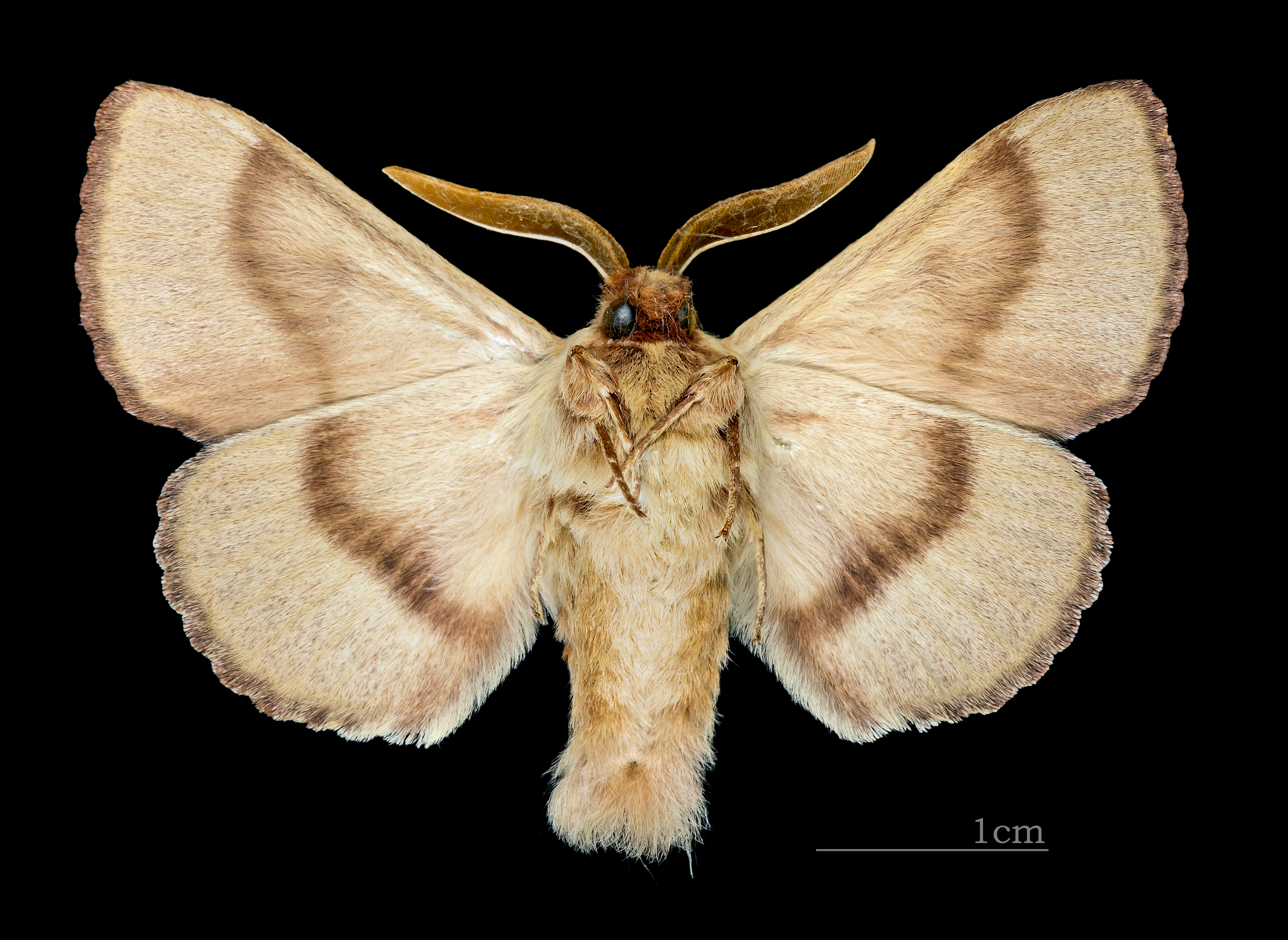
Lasiocampa trifolii ♂  △
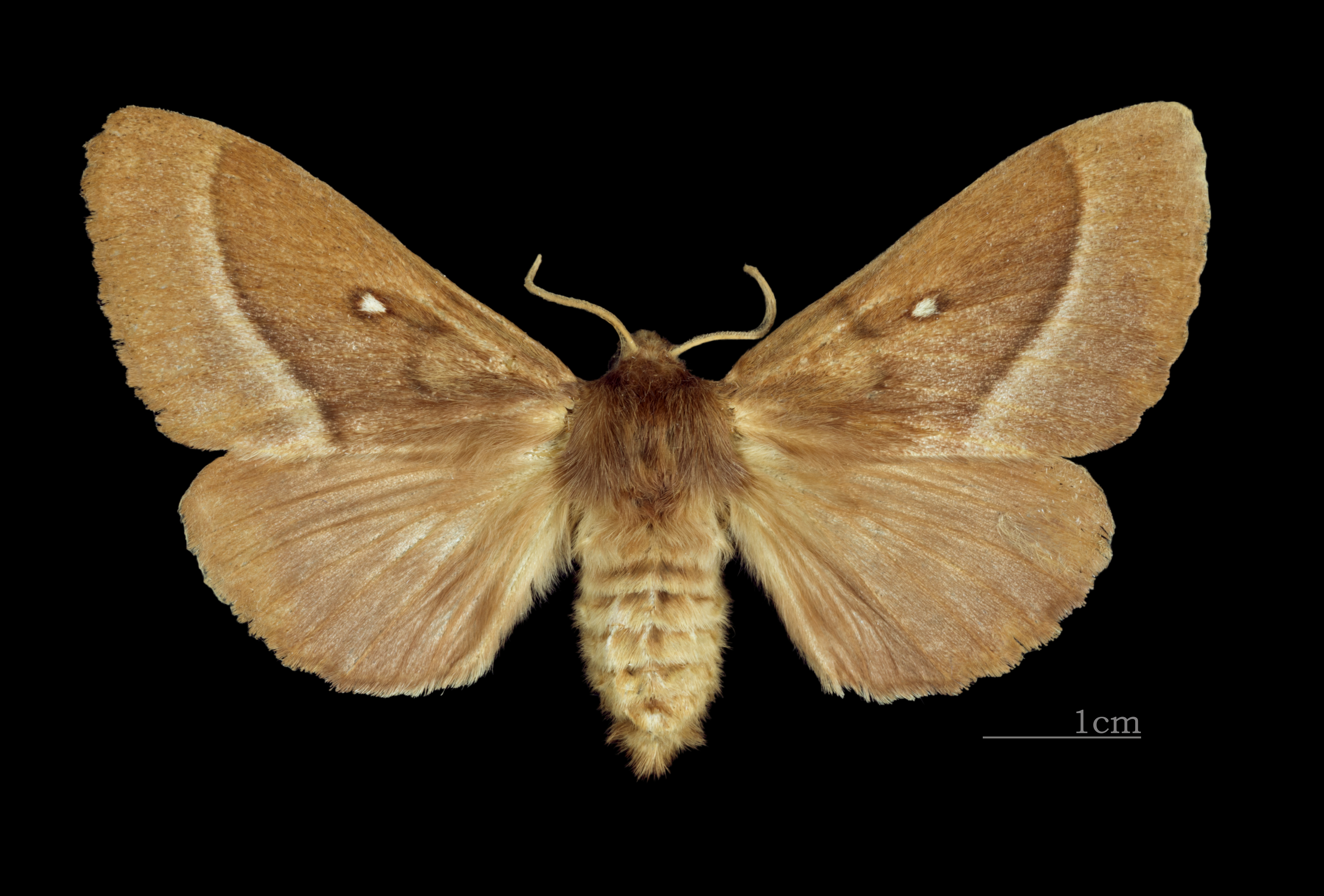
Lasiocampa trifolii ♀
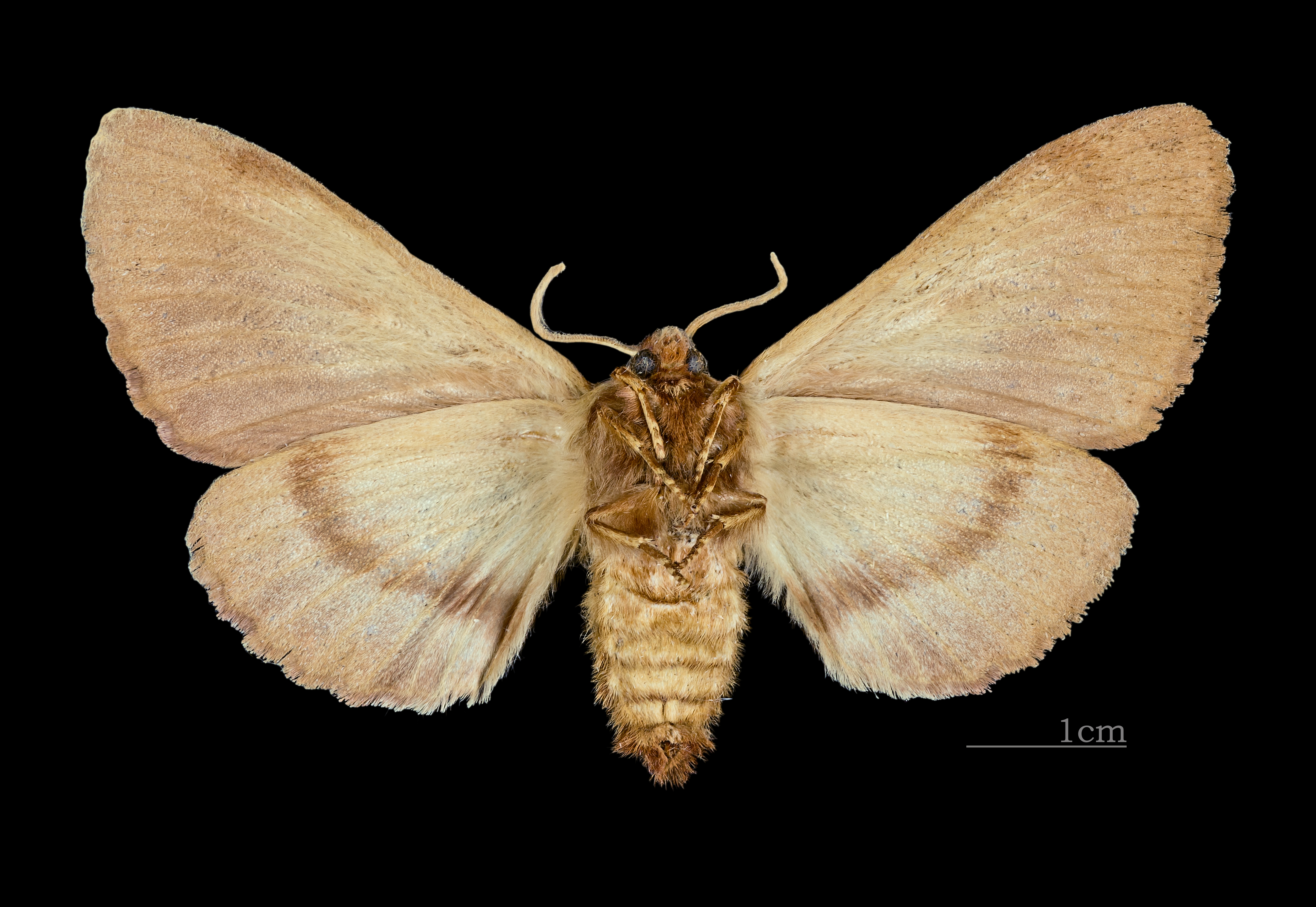
Lasiocampa trifolii  ♀ △